# Io el Ciego
Io el Ciego es uno de los personajes del mundodisco, saga de novelas escritas por Terry Pratchett.
Es el Dios supremo del Cori celesti, el panteón de los dioses del disco, aunque esto en estos días ya no signifique tanto.
En realidad, en el Cori celesti, solo se admiten dioses que sean personificaciones antropomórficas, es decir, quienes personifican a los hechos naturales.
Io el Ciego, es un dios de los más antiguos que existen. Se caracteriza por tener el aspecto de un gran hombre de barba cuya cara carece de ojos (solo hay piel bajo las cejas), pero en realidad posee miles de ojos que flotan en todo el disco y le dicen lo que sucede allí.  En la antigüedad, aparte de sus ojos usaba cuervos para esta labor, pero las costumbres alimenticias de estos últimos generaron un conflicto que lo obligó a escoger entre uno y otros.
Como todos los dioses del disco, comenzó siendo un Dios menor, pero al crecer la fe ganó poder y pudo convertirse con el paso de  los siglos en uno de los más notables. Es tal su fama que hoy en Ankh-Morpork se reúnen en la calle de los dioses menores todos los templos de los dioses que se adoran en la ciudad y entre los sumos sacerdotes, se reconoce extraoficialmente al sumo sacerdote de Io el ciego como su líder (extraoficialmente porque oficialmente cada religión reniega de la veracidad de las demás y considera a sus dioses falsos y herejes).
Actualmente, el cargo de sumo sacerdote de Io el Ciego (que se puede considerar algo así como el líder del gremio), lo lleva Hugnon Riddcully, hermano mayor de Mustrum Riddcully, Archicanciller de la Universidad Invisible.
- Datos: Q11683597